# Conti di Tripoli

Stemma della Contea di Tripoli.

In questa voce sono elencati in ordine cronologico i conti di Tripoli. Il titolo fu effettivo dal 1102 (a seguito della conquista di Tortosa all'indomani della Prima crociata)  al 1289 (riconquista di Tripoli  da parte dei Mamelucchi), e titolare dal 1289 al 1300.

## Conti effettivi

### Casato di Tolosa
| Ritratto | Nome                                 | Regno  | Regno            | Matrimoni | Note | Nº |
| Ritratto | Nome                                 | Inizio | Fine             | Matrimoni | Note | Nº |
| -------- | ------------------------------------ | ------ | ---------------- | --- | --- | -- |
|          | Raimondo I (1045 – 28 febbraio 1105) | 1102   | 28 febbraio 1105 | (1) una sua cugina (?-1080) figlia di Bertrando II di Provenza o di Goffredo I di Provenza (2) Matilde di Sicilia (? - ?) figlia di Ruggero I, conte di Sicilia e di Giuditta di Evreux; divorziano nel 1088. (3) Elvira di Castiglia (1088 - 1156) figlia naturale di Alfonso VI, re di Castiglia e León e di Jimena Muñoz | Figlio di Ponzio II, conte di Tolosa e di Almodis de La Marche. Partecipò alla Prima crociata, puntando a costruirsi un proprio feudo a Tripoli . Nel 1102, dopo la conquista di Tortosa ed aver iniziato l'assedio di Tripoli, prese a chiamarsi conte di Tripoli. Morì durante l'assedio della città. | 1  |

### Casato di Cerdagna
| Ritratto | Nome                    | Regno  | Regno | Matrimoni | Note | Nº |
| Ritratto | Nome                    | Inizio | Fine  | Matrimoni | Note | Nº |
| -------- | ----------------------- | ------ | ----- | --------- | --- | -- |
|          | Guglielmo (1079 – 1110) | 1105   | 1110  |           | Figlio del conte Guglielmo Raimondo di Cerdanya e della sua seconda moglie Sancha di Barcellona, sorellastra di Raimondo I. Morto lo zio ed essendo il suo parente più prossimo in Terrasanta, Guglielmo portò avanti l'assedio di Tripoli. Entrato in contesa col cugino Bertrando (vedi voce di questi), si accordò per la spartizione della contea. Conquistò Tripoli il 12 giugno 1209, ma morì poco dopo per le ferite riportate. Non avendo eredi diretti, i suoi possedimenti andarono al cugino Bertrando. | 2  |

### Casato di Tolosa
| Ritratto | Nome                              | Regno  | Regno          | Matrimoni                                                                                               | Note | Nº |
| Ritratto | Nome                              | Inizio | Fine           | Matrimoni                                                                                               | Note | Nº |
| -------- | --------------------------------- | ------ | -------------- | --- | --- | -- |
|          | Bertrando (1065 – 21 aprile 1112) | 1105   | 21 aprile 1112 | Elena di Borgogna (1080-28 febbraio 1141) figlia di Oddone I, duca di Borgogna e di Matilde di Borgogna | Figlio di Raimondo I e della prima moglie. Durante la Crociata, il padre gli affidò la reggenza della contea di Tolosa. Alla morte di questi, si recò in Terrasanta per reclamarne i feudi ed i titoli ma trovò che se ne era impossessato il cugino Guglielmo. Seguì una disputa tra i due, che coinvolse Baldovino I, re di Gerusalemme (suo sostenitore) e Tancredi, principe di Galilea e reggente di Antiochia (sostenitore di Guglielmo). La contesa terminò con un accordo, in base al quale i possedimenti di Raimondo I vennero spartiti tra i due, e se uno dei due fosse morto senza eredi diretti gli sarebbe subentrato l'altro (cosa che infatti avvenne alla morte di Guglielmo senza prole). | 3  |
|          | Ponzio (1098 - 1137)              | 1105   | 1137           | Cecilia di Francia (1098-1145) figlia di Filippo I, re di Francia e di Bertrada di Montfort             | Figlio di Bertrando e della prima moglie. Sconfitto da Mahmud, atabeg di Damasco venne fatto prigioniero e passato per le armi. | 4  |
|          | Raimondo II (1115 - 1152)         | 1137   | 1152           | Hodierna di Gerusalemme (1110-1164) figlia di Baldovino II, re di Gerusalemme e di Morfia di Melitene   | Figlio di Ponzio. Ucciso dalla setta degli Assassini mentre scortava fuori Tripoli la moglie e la cognata Melisenda | 5  |
|          | Raimondo III (1140 - 1187)        | 1152   | 1187           | Eschiva di Bures (1098-1145) figlia di Goffredo di Bures, principe di Galilea e Tiberiade.              | Figlio di Raimondo II. Partecipò alla battaglia di Hattin, da cui riuscì a scampare pur morendo poco dopo. Senza figli, lasciò Tripoli a Raimondo, erede al trono di Antiochia con la condizione di rendere il feudo al primo membro del casato di Tolosa che fosse giunto in Terrasanta. Principe iure uxoris di Galilea. | 6  |

### Casato di Antiochia-Poitiers
| Ritratto | Nome                                | Regno  | Regno           | Matrimoni | Note | Nº |
| Ritratto | Nome                                | Inizio | Fine            | Matrimoni | Note | Nº |
| -------- | ----------------------------------- | ------ | --------------- | --- | --- | -- |
|          | Raimondo IV (?–1199)                | 1187   | 1189            | Alice d'Armenia (1182 – 1234) figlia di Ruben III, principe d'Armenia e di Isabella di Toron | Figlio primogenito di Boemondo III, principe di Antiochia e di Orguilleuse d'Harenc. Nel 1189 il padre lo costrinse a tornare ad Antiochia, ed affidò Tripoli al secondogenito Boemondo. | 7  |
|          | Boemondo I (1172–1233)              | 1189   | 1233            | (1) Plaisance di Gibelletto (?-1217) figlia di Ugo III Embriaco, signore di Gibelletto e di Stefania de Milly, signora dell'Oltregiordano (2) Melisenda di Lusignano (1200 - 1249) figlia di Amalrico II, re di Gerusalemme e di Isabella di Gerusalemme | Figlio secondogenito di Boemondo III, principe di Antiochia e di Orguilleuse d'Harenc. Dal 1201 principe di Antiochia esautorando il figlio del fratello Raimondo, Raimondo Rupeno.      | 8  |
|          | Boemondo II (1199–1252)             | 1233   | 1252            | (1) Alice di Champagne (1195-1247) figlia di Enrico II, re di Gerusalemme e di Isabella di Gerusalemme. Annullato nel 1227 (2) Luciana di Segni (? - ?) figlia di Paolo Conti, conte di Segni                                                            | Figlio di Boemondo I. Principe di Antiochia. | 9  |
|          | Boemondo III (1237–1275)            | 1252   | 1275            | Sibilla d'Armenia (1240-1290) figlia di Aitone I, re della Piccola Armenia e di Isabella d'Armenia | Figlio di Boemondo II. Principe di Antiochia sino al 1268 (conquistata dai Mamelucchi).                                                                                                  | 10 |
|          | Boemondo IV (1261– 19 ottobre 1287) | 1275   | 19 ottobre 1287 | Margherita di Brienne (+ 9 aprile 1328) figlia di Luigi di Brienne, visconte di Beaumont e di Agnese di Beaumont | Figlio di Boemondo III. Principe titolare di Antiochia. Senza prole. | 11 |
|          | Lucia (+ 1299)                      | 1287   | 29 aprile 1289  | Narjot de Toucy, signore di Laterza (+ 1293) figlio di Filippo di Toucy, reggente di Costantinopoli e di Porzia di Roye | Figlia di Boemondo III e sorella di Boemondo IV. Il 29 aprile 1289 i Mamelucchi conquistarono Tripoli.                                                                                   | 12 |

## Conti titolari

### Casato di Antiochia-Poitiers
| Ritratto | Nome           | Regno          | Regno | Matrimoni | Note                                             | Nº |
| Ritratto | Nome           | Inizio         | Fine  | Matrimoni | Note                                             | Nº |
| -------- | -------------- | -------------- | ----- | --- | ------------------------------------------------ | -- |
|          | Lucia (+ 1299) | 29 aprile 1289 | 1299  | Narjot de Toucy, signore di Laterza (+ 1293) figlio di Filippo di Toucy, reggente di Costantinopoli e di Porzia di Roye | Figlia di Boemondo III e sorella di Boemondo IV. | 12 |

### Casato di Toucy
| Ritratto | Nome                  | Regno  | Regno | Matrimoni | Note                                                                         | Nº |
| Ritratto | Nome                  | Inizio | Fine  | Matrimoni | Note                                                                         | Nº |
| -------- | --------------------- | ------ | ----- | --- | ---------------------------------------------------------------------------- | -- |
|          | Filippo (1290 – 1300) | 1299   | 1300  | Eleonora d'Angiò (1289-1343) figlia di Carlo II, re di Napoli e di Maria d'Ungheria . Matrimonio annullato nel 1300 | Figlio di Lucia e Narjot de Toucy. Signore di Laterza. Morto in giovane età. | 13 |

A metà del XIV secolo, il titolo venne ricreato dai Lusignano di Gerusalemme e Cipro, ed entrò in seguito nella disponibilità della Repubblica di Venezia, che lo mise diverse volte all'incanto.

## Genealogia
```
Almodis de La Marche

X 1) 
Ugo V di Lusignano
, signore di 
Lusignano

X 2) 
Ponzio
, 
conte di Tolosa

X 3) 
Raimondo Berengario I
, 
conte di Barcellona

│
├─2> 
Raimondo di Saint-Gilles
, 
conte di Tolosa
 e di Tripoli
│    X 1) Ne di Tolosa Provence
│    X 2) Matilde d'
Altavilla

│    X 3) 
Elvira di Castiglia

│    │
│    └─1> 
Bertrando
, conte di Tolosa e di Tripoli
│         X Elena di Borgogna
│         │
│         └──> 
Ponzio
, conte di Tripoli
│              X Cecilia di Francia
│              │
│              └──> 
Raimondo II
, conte di Tripoli
│             ┌───> X 
Hodierna di Gerusalemme

│             │     │
│             │     └──> 
Raimondo III
, conte di Tripoli
│             │          X Eschive Bures, principessa di Tiberiade
│             │
│             ├---< 
Baldovino II
, re di Gerusalemme

│             │
│             └──> 
Alice di Gerusalemme

│                  X 
Boemondo II
, 
principe di Antiochia

│                  │
│                  └───> 
Costanza d'Antiochia

│              ┌───────> X 
Raimondo di Poitiers

│              │         │
│              │         └──> 
Boemondo III
, principe di Antiochia
│              │              │
│              │              ├──> 
Raimondo IV
, conte di Tripoli
│              │              │
│              │              └──> 
Boemondo IV
, principe di Antiochia e conte di Tripoli
│              │                   │
│              │                   └──> 
Boemondo V
, principe di Antiochia e conte di Tripoli
│              │                        │
│              │                        └──> 
Boemondo VI
, principe di Antiochia e conte di Tripoli
│              │                             │
│              │                             ├──> 
Boemondo VII
, conte di Tripoli
│              │                             │
│              │                             └──> 
Lucia
, contessa di Tripoli
│              │
│              
Guglielmo IX di Poitiers
, duca d'Aquitania
│    ┌───────> X 
Filippa di Tolosa

│    │
│    X Emma di Mortain
├─2> 
Guglielmo IV
, conte di Tolosa
│
└─3> Sancha di Barcellona
     X 
Guglielmo Raimondo
, conte di 
Cerdagna

     │
     └──> 
Guglielmo Giordano
, conte di 
Cerdagna
 e di Tripoli
```